# Trịnh Lỗi
Trịnh Lỗi hay Lê Lỗi (chữ Nho: 黎磊; ?-7 tháng 11, 1434) là một khai quốc công thần nhà Hậu Lê trong lịch sử Việt Nam, quê ở làng Cự Lại, xã Sơn Lạc, huyện Gia Viễn, tỉnh Ninh Bình

## Tham gia khởi nghĩa Lam Sơn
Trịnh Lỗi theo Lê Lợi khởi binh từ ngày đầu. Ông tham gia nhiều trận đánh, trước sau chống giữ, trải qua nhiều gian lao nguy hiểm, mấy lần phong lên chức Thiếu úy
Tháng Giêng năm 1427, Lê Lợi cho quân bao vây thành Đông Quan, sai Trịnh Lỗi lúc ấy giữ chức Thiếu úy, cùng với Tư không Đinh Lễ, Thiếu úy Lê Sát, Nguyễn Lý, Nguyễn Chích đóng quân ở cửa Nam.

## Công thần nhà Lê
Năm 1428, Trịnh Lỗi được phong làm Nhập nội thị trung.
Ngày mồng 3 tháng 5 năm 1429, vua Lê Thái Tổ ban biển ngạch công thần cho 93 viên, Trịnh Lỗi được ban tước Đình thượng hầu.
Năm 1432, vua Lê Thái Tổ thăng ông làm Nhập nội đại hành khiển tả bộc xạ, tham dự triều chính.
Ngày mồng 7 tháng 11 năm 1434 thời Lê Thái Tông, Tây đạo Hành khiển tả bộc xạ Trịnh Lỗi qua đời, được truy tặng Bảo chính công thần phụ quốc thượng tướng quân nhập nội trung thư lệnh hương hầu, tên thụy là Trung Giản.
Năm 1484, Lê Thánh Tông truy tặng ông là Tuyên Hy hầu, lại gia tặng là Thái úy Đạo quốc công.

## Tôn vinh
Trịnh Lỗi được thờ ở đền Sầy, thuộc xã Sơn Thành, huyện Nho Quan, tỉnh Ninh Bình. Ông cũng được đặt tên cho các đường phố ở thành phố Hồ Chí Minh và Đà Nẵng.